# Municipio de Clear Creek (Nebraska)
El municipio de Clear Creek (en inglés: Clear Creek Township) es un municipio ubicado en el condado de Saunders en el estado estadounidense de Nebraska. En el año 2010 tenía una población de 788 habitantes y una densidad poblacional de 7,48 personas por km².

## Geografía
El municipio de Clear Creek se encuentra ubicado en las coordenadas 41°5′44″N 96°23′53″O / 41.09556, -96.39806. Según la Oficina del Censo de los Estados Unidos, el municipio tiene una superficie total de 105.29 km², de la cual 99,88 km² corresponden a tierra firme y (5,13 %) 5,41 km² es agua.

## Demografía
Según el censo de 2010, había 788 personas residiendo en el municipio de Clear Creek. La densidad de población era de 7,48 hab./km². De los 788 habitantes, el municipio de Clear Creek estaba compuesto por el 97,34 % blancos, el 0,25 % eran afroamericanos, el 0,63 % eran asiáticos, el 0,89 % eran de otras razas y el 0,89 % eran de una mezcla de razas. Del total de la población el 2,28 % eran hispanos o latinos de cualquier raza.